# Büssü, Somogy
Büssü  este un sat în districtul Kaposvár, județul Somogy, Ungaria, având o populație de 412 locuitori (2011). 

## Demografie
Componența etnică a satului Büssü
     Maghiari (68,23%)
     Romi (31,05%)
     Germani (0,72%)
Componența confesională a satului Büssü
     Romano-catolici (68,69%)
     Fără religie (14,08%)
     Reformați (3,16%)
     Greco-catolici (1,21%)
     Necunoscută (12,14%)
     Atei (0,73%)
     Alte religii (0,73%)
Conform recensământului din 2011, satul Büssü avea 412 locuitori. Din punct de vedere etnic, majoritatea locuitorilor (68,23%) erau maghiari, cu o minoritate de romi (31,05%).  Din punct de vedere confesional, majoritatea locuitorilor (68,69%) erau romano-catolici, existând și minorități de persoane fără religie (14,08%), reformați (3,16%) și greco-catolici (1,21%). Pentru 12,14% din locuitori nu este cunoscută apartenența confesională.